# Ван Нер, Пит
Пит ван Нер (нидерл. Piet van Neer; 8 декабря 1935, Тилбург — 9 августа 2015, Беркел-Энсот) — нидерландский футбольный вратарь, выступал за команды «Виллем II» и МВВ.

## Карьера
С 1953 года Пит ван Нер выступал за футбольный клуб «Виллем II», где на протяжении нескольких сезонов был дублёром Криса Фейта. Он также сыграл несколько матчей за военную сборную Нидерландов.
Летом 1960 года был обменян на полузащитника Йё ван Бюна из МВВ. Дебют голкипера состоялся 28 августа в матче против «Фортуны ’54», завершившемся победой клуба из Мастрихта со счётом 3:1. В новой команде Пит получил постоянную игровую практику — в сезоне 1960/61 на его счету было 29 матчей. В июле 1961 года голкипер вернулся в «Виллем II», а в обратное направления отправился Йё ван Бюн. В общей сложности за «Виллем II» ван Нер сыграл 20 матчей.

## Личная жизнь
Был женат на Анс де Врис, которая родила ему троих детей.
Пит ван Нер умер 9 августа 2015 года в возрасте 79 лет. Церемония кремации состоялась 14 августа в Тилбурге.